# Il ponte dei senza paura
Il ponte dei senza paura (The Cariboo Trail) è un film del 1950 diretto da Edwin L. Marin.
È un western statunitense con Randolph Scott, George 'Gabby' Hayes e Bill Williams.

## Produzione
Il film, diretto da Edwin L. Marin su una sceneggiatura di Frank Gruber e un soggetto di John Rhodes Sturdy, fu prodotto da Nat Holt tramite la Nat Holt Productions. Fu girato nel ranch di Corriganville, nel Bronson Canyon e nei Motion Picture Center Studios a Hollywood, in California, a Gunnison e a Lake City in Colorado, da metà agosto al primi di ottobre 1949.

## Distribuzione
Il film fu distribuito con il titolo The Cariboo Trail negli Stati Uniti nell'agosto 1950 al cinema dalla Twentieth Century Fox.
Altre distribuzioni:
- in Svezia il 29 marzo 1951 (Präriens erövrare)
- in Finlandia il 24 agosto 1951 (Pelottomien silta)
- in Giappone il 22 luglio 1952
- in Germania Ovest il 27 gennaio 1956 (Die Todesschlucht von Arizona)
- in Austria nel maggio del 1956 (Die Todesschlucht von Arizona)
- in Danimarca il 28 dicembre 1964 (Kvægtyvenes overmand)
- in Brasile (Terra Virgem)
- in Spagna (La ruta del caribu)
- in Grecia (Oi gigantes tis erimou)
- in Italia (Il ponte dei senza paura)